# Liga e Parë e Kosovës
Liga e Parë e Kosovës – druga w hierarchii klasa męskich rozgrywek ligowych piłkarskich w Kosowie. Od samego początku jest zarządzana przez Kosowski Związek Piłki Nożnej (FFK). W sezonie 2020/21 gra 20 drużyn podzielonych na 2 grupy, w każdej po 10 zespołów. Wszystkie drużyny z tej ligi grają w Pucharze Kosowa.

## System rozgrywek
Obecny system rozgrywek z podziałem na 2 koła obowiązuje od sezonu 2006/07.
Rozgrywki składają się z 30 kolejek spotkań rozgrywanych pomiędzy drużynami systemem kołowym. Każda para drużyn rozgrywa ze sobą dwa mecze – jeden w roli gospodarza, drugi jako goście. Od sezonu 2007/08 w lidze występuje 16 zespołów. W przeszłości liczba ta wynosiła od 12 do 14. Drużyna zwycięska za wygrany mecz otrzymuje 3 punkty (do sezonu 1989/90 2 punkty), 1 za remis oraz 0 za porażkę.
Zajęcie pierwszego miejsca po ostatniej kolejce spotkań oznacza awans do najwyższej ligi Kosowa w piłce nożnej. Również druga drużyna ligi awansuje bezpośrednio. Trzecia i czwarta drużyna od góry walczy w barażach play-off o awans do Superligi. Zajęcie 2 ostatnich miejsc wiąże się ze spadkiem drużyn do trzeciej ligi. Czwarta i trzecia drużyna od dołu tablicy walczy w barażach play-off z trzecią i czwartą drużyną Ligi e Dytë o utrzymanie w drugiej lidze.
W przypadku zdobycia tej samej liczby punktów, klasyfikacja końcowa ustalana jest na podstawie wyniku dwumeczu pomiędzy drużynami, w następnej kolejności, w przypadku remisu – na podstawie różnicy bramek w pojedynku bezpośrednim, następnie na podstawie ogólnego bilansu bramkowego osiągniętego w sezonie, większej liczby bramek zdobytych oraz w ostateczności za pomocą losowania.

## Skład ligi w sezonie 2020/2021

### Grupa A
| Uczestnicy poprzedniej edycji | Uczestnicy poprzedniej edycji | Uczestnicy poprzedniej edycji | Uczestnicy poprzedniej edycji |
| --- | ----------------------------- | ----------------------------- | ----------------------------- |
| LIR | Liria Prizren                 | Prizren                       | 3                             |
| IST | Istogu                        | Istok                         | 4                             |
| DRE | Drenasi                       | Glogovac                      | 5                             |
| MAL | Malisheva                     | Mališevo                      | 7                             |
| ONI | Onix Banjë                    | Pećka Banja                   | 9                             |
| TRE | Trepça                        | Mitrowica                     | 11                            |
| VËL | Vëllaznimi                    | Djakowica                     | 16                            |
| Spadek z Superliga e Kosovës 2019/20 |                               |                               |                               |
| VUS | Vushtrria                     | Vučitrn                       | 11                            |
| DUK | Dukagjini                     | Klina                         | 12                            |
| Awans z Liga e Dytë 2019/20 |                               |                               |                               |
| A&N | A&N Prizren                   | Prizren                       | 2                             |
| Oznaczenia: - kolumna pierwsza – skróty nazw drużyn, - kolumna trzecia – siedziba klubu, - kolumna czwarta – miejsce zajęte w poprzednim sezonie. |                               |                               |                               |

### Grupa B
| Uczestnicy poprzedniej edycji | Uczestnicy poprzedniej edycji | Uczestnicy poprzedniej edycji | Uczestnicy poprzedniej edycji |
| --- | ----------------------------- | ----------------------------- | ----------------------------- |
| 2KO | 2 Korriku                     | Prisztina                     | 6                             |
| DAR | Dardana Kamenica              | Kosovska Kamenica             | 8                             |
| KEK | KEK-u Obilić                  | Obilić                        | 10                            |
| ULP | Ulpiana                       | Lipljan                       | 12                            |
| VLL | Vllaznia Pozheran             | Požaranje                     | 13                            |
| RMZ | Ramiz Sadiku                  | Prisztina                     | 14                            |
| VIT | Vitia                         | Vitina                        | 15                            |
| Spadek z Superliga e Kosovës 2019/20 |                               |                               |                               |
| FLA | Flamurtari Prisztina          | Prisztina                     | 9                             |
| FZJ | Ferizaj                       | Ferizaj                       | 10                            |
| Awans z Liga e Dytë 2019/20 |                               |                               |                               |
| KIK | Kika                          | Hogosht                       | 1                             |
| Oznaczenia: - kolumna pierwsza – skróty nazw drużyn, - kolumna trzecia – siedziba klubu, - kolumna czwarta – miejsce zajęte w poprzednim sezonie. |                               |                               |                               |

## Lista sezonów

### Podział na grupy (1999–2004)
| Sezon     | Gr. | K | K | T | Mistrz                  | Wicemistrz            | III miejsce            | Br. | Król strzelców | Uwagi        |
| 1999/2000 | A   |   |   | 1 | KF Drenica Srbica       | KF Fushë Kosova       | KF Feronikeli Glogovac | ?   | ?              | 12+13 klubów |
| 1999/2000 | B   |   |   | 1 | KF Rahoveci             | KF Lepenci Kačanik    | KF Dukagjini Klina     | ?   | ?              | 12+13 klubów |
| 2000/2001 | A   |   |   | 1 | KF Dukagjini Klina      | ?                     | ?                      | ?   | ?              | ?            |
| 2000/2001 | B   |   |   | 1 | KF Vëllazëria Žur       | ?                     | ?                      | ?   | ?              | ?            |
| 2001/2002 | A   |   |   | 1 | KF Vëllaznimi Djakowica | KF Shqiponja Peć      | KF 2 Korriku Prisztina | ?   | ?              | 14+14 klubów |
| 2001/2002 | B   |   |   | 1 | KF Ferizaj              | KF Getoari Prizren    | KF Arbëria Lipljan     | ?   | ?              | 14+14 klubów |
| 2002/2003 | A   |   |   | 1 | KF KEK-u Obilić         | KF Shqiponja Peć      | KF Feronikeli Glogovac | ?   | ?              | 14+14 klubów |
| 2002/2003 | B   |   |   | 1 | KF Getoari Prizren      | KF Vllaznia Požaranje | KF Kika Hogosht        | ?   | ?              | 14+14 klubów |
| 2003/2004 | A   |   |   | 1 | KF Llapi Podujevo       | KF Deçani             | KF Feronikeli Glogovac | ?   | ?              | 14+14 klubów |
| 2003/2004 | B   |   |   | 1 | KF Liria Prizren        | KF Ballkani Suva Reka | KF Lepenci Kačanik     | ?   | ?              | 14+14 klubów |

### Jedna liga (2004–2020)
| Sezon   | I miejsce               | II miejsce            | Inne drużyny (awans) |
| ------- | ----------------------- | --------------------- | -------------------- |
| 2004/05 | KF Gjilani              | KF Besiana Podujevo   |                      |
| 2005/06 | KF Vushtrria            | KF Hysi Podujevo      |                      |
| 2006/07 | KF 2 Korriku Prisztina  | KF Drita Gnjilane     | KF Fushë Kosova      |
| 2007/08 | KF Istogu               | KF Ferizaj            | KF Ulpiana Lipljan   |
| 2008/09 | KF Liria Prizren        | KF KEK-u Obilić       |                      |
| 2009/10 | KF Trepça’89 Mitrowica  | KF Ballkani Suva Reka |                      |
| 2010/11 | KF Drita Gnjilane       | KF Gjilani            | KF Lepenci Kačanik   |
| 2011/12 | KF Feronikeli Glogovac  | KF Vushtrria          | KF Hajvalia          |
| 2012/13 | KF Ferizaj              | KF Fushë Kosova       |                      |
| 2013/14 | KF Vëllaznimi Djakowica | KF Istogu             |                      |

| Sezon     | K | K | T | Mistrz        | Wicemistrz       | III miejsce          | Br. | Król strzelców | Uwagi     |
| 2014/2015 |   |   | ? | KF Llapi      | KF Liria Prizren | KF Gjilani           | ?   | ?              | 16 klubów |
| 2015/2016 |   |   | ? | KF Trepça     | KF Ferizaj       | KF Flamurtari        | ?   | ?              | 16 klubów |
| 2016/2017 |   |   | ? | KF Vëllaznimi | KF Flamurtari    | KF Vllaznia Pozheran | ?   | ?              | 16 klubów |
| 2017/2018 |   |   | ? | KF KEK-u      | FC Ballkani      | KF Vushtrria         | ?   | ?              | 16 klubów |
| 2018/2019 |   |   | ? | KF Vushtrria  | KF Dukagjini     | KF Besa Peć          | ?   | ?              | 16 klubów |
| 2019/2020 |   |   | ? | KF Besa Peć   | KF Arbëria       | KF Liria Prizren     | ?   | ?              | 16 klubów |

### Podział na grupy (od 2020 roku)
| Sezon     | Gr. | K | K | T | Mistrz           | Wicemistrz        | III miejsce      | Br. | Król strzelców | Uwagi     |
| 2020/2021 | A   |   |   | ? | FC Malisheva     | KF Dukagjini      | KF Istogu        | ?   | ?              | 20 klubów |
| 2020/2021 | B   |   |   | ? | KF Ulpiana       | KF Flamurtari     | KF 2 Korriku     | ?   | ?              | 20 klubów |
| 2021/2022 | A   |   |   | ? | KF Trepça'89     | KF Liria Prizren  | KF Vëllaznimi    | ?   | ?              | 20 klubów |
| 2021/2022 | B   |   |   | ? | KF Ferizaj       | KF Vushtrria      | KF Fushë Kosova  | ?   | ?              | 20 klubów |
| 2022/2023 | A   |   |   | ? | FC Feronikeli 74 | KF Liria Prizren  | FC Phoenix Banjë | ?   | ?              | 20 klubów |
| 2022/2023 | B   |   |   | ? | KF Fushë Kosova  | KF Ulpiana        | KF Vushtrria     | ?   | ?              | 20 klubów |
| 2023/2024 | A   |   |   | ? | FC Suhareka      | KF Dinamo Ferizaj | KF Trepça'89     | ?   | ?              | 20 klubów |
| 2023/2024 | B   |   |   | ? | KF Ferizaj       | KF Prishtina e Re | KF Vjosa         | ?   | ?              | 20 klubów |